# Wołodymyr Szmorhun
Wołodymyr Andrijowycz Szmorhun, ukr. Володимир Андрійович Шморгун, ros. Владимир Андреевич Шморгун, Władimir Andriejewicz Szmorgun (ur. 1930 w Sarnach, Polska, zm. 1996 w Równem) – ukraiński piłkarz, grający na pozycji obrońcy lub napastnika, trener piłkarski.

## Kariera piłkarska
Występował w klubie Kołhospnyk Równe, w którym zakończył karierę piłkarza w roku 1961.

## Kariera trenerska
Po zakończeniu kariery piłkarza rozpoczął pracę szkoleniowca. W 1966 stał na czele Kołhospnyka Równe, który w następnym roku zmienił nazwę na Horyń. Potem przez dłuższy czas pracował w Szkole Sportowej w Równem. Również obejmował stanowisko Prezesa Rówieńskiego Obwodowego Związku Piłki Nożnej.
Zmarł w 1996 w Równem w wieku 66 lat.